# ジョナタン・ジャクソン・ジ・リマ・ヘイス
ジョナタン・ジャクソン・ジ・リマ・ヘイス（ポルトガル語: Jonathan Jackson De Lima Reis 、1989年6月6日 - ）は、ブラジル出身の元サッカー選手。ポジションはFW。

## 経歴

### PSV（第1期）
2005年からアトレチコ・ミネイロのユースチームに所属。2006年9月にアヤックス・アムステルダムでのトライアルの後、10月にPSVでのトライアルに合格し、12月にPSVが獲得を発表。2007年の夏にPSVと5年契約を結んだ。2007年5月にPSV A1でテルボルフ・トーナメントに参加。3-2で勝利したアルゼンチンのボカ・ジュニアーズとの決勝でヘイスは2得点を決めている。2007年のオッテン・カップでもヘイスはベストFWに選ばれた。
2007-08シーズンにヘイスはAセレクションに昇格するも、出場時間が少なすぎると監督のセフ・フェルホーセンと衝突した。3月にボルシア・ドルトムントのユース･トーナメント参加を拒否し、5千ユーロの罰金を科されている。その後ヘイスは足を骨折し、リーグ戦を最後まで欠場。足にプラスチックが挟み込まれたが、ヘイスが自分でそれを予定よりも早く取り除いてしまったため、クラブのメディカル･スタッフはその後の治療を断った。2008-09シーズンの初めにヘイスは同箇所を骨折し、プレシーズンに参加しなかった。
2008-09シーズン、ヘイスは監督のフーブ・ステフェンスと衝突。バカンスからの合流が遅れ、足のプラスチックを自ら取り除いて再び怪我をするなどの行為の後、2009年1月にシーズン末までトゥピFCへレンタルされた。
2009-10シーズンの初めにヘイスは売却される見込みだったが、プレシーズンにフレット・ルッテン監督によって与えられたチャンスをつかんでクラブに残留した。ACスパルタ・プラハ相手のUEFAヨーロッパリーグ戦でダニー・クーフェルマンスとの交代で途中出場。80分位にPSVが同点(1-1)に追いつくゴールを決め、ロスタイムには再び同点ゴール(2-2)を決めた。ヘイスはヨーロッパリーグのFCコペンハーゲン戦でも72分にこの試合唯一のゴールで決定的な仕事をした。リーグ戦での初ゴールはその3日後、NECナイメヘンとのアウェイゲーム(0-4勝利)で0-2とするゴールを決めた。KNVBカップでの初ゴールは再びその3日後。ボレーで0-2のゴールを決めた。正式にはまだユース選手扱いだったヘイスは2009年11月26日に正式にAセレクション昇格が決定。
こうしてようやく素質が開花し始めたと思われた矢先の2010年1月24日に、PSVは解雇を発表する。ウィンターブレイクにブラジルへ帰国すると再び生活が乱れ始め、チームのキャンプには5日遅刻して到着。コンディション不良と疲労を理由にアイントホーフェンに送還され、ここでのメディカルチェックで薬物使用が見つかった。薬物の使用が認められたヘイスに対し、チームは専門家の治療を受けることを勧めたが、ヘイスがそれを拒んだことで解雇に至った。

### PSV（第2期）
自身での治療の後、ヘイスは2010年夏に再びPSVでの契約のチャンスを得ると、プレシーズンでのパフォーマンスの結果、1年契約プラス2014年までの延長オプション付きでサインした。
2010年9月19日早朝にヘイスは飲酒運転で警察に逮捕される。呼吸によるアルコール検査の結果は許容値の3倍近い620 ug/lだった。これにより運転免許を剥奪され、書類送検された。2010年12月19日にヘイスはローダJCとの試合で膝の複雑骨折と前十字靱帯、後十字靭帯、中央靭帯断裂の断裂という重傷を負う。長いリハビリが続き、2010-2011シーズンはプレーできなかった。
PSVはヘイスとの契約を2014年まで3年間延長するか、2011年5月1日までに決断が必要だったが、あまりにリスクが大きいと判断し、1年契約に留めようとした。しかし本人との交渉が難航したことで結局2011年7月1日に契約が終了した。2011年7月からヘイスはプロ契約無しの無所属でリハビリを継続。2011年10月24日にPSVに戻ってPSVのメディカル・パートナーであるトップサポートで1週間治療のために滞在した。その際にPSVのフレット・ルッテン監督と話し合いを持ち、ヘイス本人が復帰の希望を示したことで2011年11月にPSVがシーズン末までの契約を提示。しかし結局ヘイスはこれを受けなかった。

### フィテッセ
2011年12月4日にヘイスはフィテッセと2011-2012シーズン末までの契約（延長オプション付き）でサイン。自身のフィジオセラピスト、エドゥアルド・サントスの指導のもと、パペンダルでリハビリを再開し、2011年12月8日から新しいチームメイトとのトレーニングに参加できるようになった。
2012年1月22日にヘイスはフィテッセでエールディヴィジ復帰を果たし、NECナイメヘン戦でスタメン出場。2012年6月27日にヘイスはフィテッセと新たに4年契約を結んだ。2013年9月17日にヘイスは「自身をチームの外側に置いている」とピーター・ボス監督によってリザーブチームへの追放処分を受けた。2013年11月26日に12月1日付でヘイスとの契約を解除されることが発表された。

### ブラジル復帰・渡り歩き時代
ヘイスは家族のいるブラジルに戻り、2014年初めにECバイーアと契約したが、わずか10日間で契約解除。その後トンベンセFCに移籍するも出場はなくフリーに。
2015年はECマモレーやSEガマと渡り、7月29日にトルコのTFF1.リグ、ボルスポルと契約したが、期限内に書類がまとまらず破談に。その後移籍したカンポリナではブルマジーニョの名前でコパ・イタティアイアに出場。12月にはアナポリスFCへ移籍。

### 北海道コンサドーレ札幌
2016年1月5日、北海道コンサドーレ札幌へ完全移籍により加入した。登録名はヘイス。札幌では都倉賢とコンビを組むFWの柱として背番号11を背負った。ケガが多く通年のプレーは出来なかったが、出場した試合では結果を残しチーム3位の得点を挙げJ2優勝に貢献した。2017年も筋肉系の負傷のためJ1リーグ戦出場数は12試合（全34試合）にとどまったものの、ジェイ、都倉賢に次ぐチーム3位の6得点を挙げる高いシュート決定率を誇り、札幌の16年ぶりのJ１リーグ残留に大きく貢献した。2018年7月に海外クラブへの移籍を目指し、契約解除となった。

### アルビレックス新潟
2018年9月よりアルビレックス新潟へ加入したが、出場機会を得られずシーズン終了後に契約満了により退団した。

## エピソード
- ブラジル人らしくテクニックに優れ、フットボール能力の高いストライカーであることを示すエピソードとして、2010年夏のプレシーズンにユース選手だったヘイスがトップチームの練習に加わった際、「イブラヒム・アフェライもダンコ・ラゾビッチも『監督、彼は良いよ』とずっと言っていた。みんな彼とプレーしたがった」とルッテンは振り返っている[16]。
- 2010-11シーズンのエールディヴィジ第10節で、当時在籍していたPSVがフェイエノールトに10-0で勝利、この試合で3得点を挙げ、ハットトリックを達成した[17]。
- フィテッセで衝突したピーター・ボスについてヘイスはブラジル帰国後に「彼は自分をジョゼ・モウリーニョだと思っていた。常に不機嫌で決して冗談を言わない、傲慢な人間だ。彼の写真を見ても1枚も笑顔は見つけられない。彼とは上手くやれなかったし、彼は僕を理解しなかった」と語っている[18]。
- ほとんどの監督と問題があった中でフレット・ルッテンとは堅い信頼関係で結ばれており、PSV復帰ではなくフィテッセを選んだ後もルッテンの誕生日にお祝いメッセージを送る[19]などPSV、フィテッセ両時期を通して良好な関係を築いていた。これはルッテンの社会的な父親的イメージを象徴するエピソードの一つであり、ヘイスもルッテンのことを「僕にとって父親のような人。言葉の壁があるのが残念だけど、彼はほとんど言葉無しに一目で僕のことを理解してくれる」と語っている[20]。
- 度重なる過去の過ちについてヘイスはブラジル帰国後に「ピッチの外で何度も愚かな行為をしたけど、フィテッセではなかった。ナイトライフもほとんどやらなかった。もうこりごりだし、おじいちゃんのように家にいたい。何よりも息子のカイケが大事なんだ。息子の手本でありたい」と語っている[18]。

## 所属クラブ
- 2005年 - 2006年  アトレチコ・ミネイロ[12]
- 2007年 - 2010年  PSVアイントホーフェン [12]
  - 2009年   トゥピFC（期限付き移籍）[12]
- 2010年  PSVアイントホーフェン[12]
- 2011年 - 2014年  フィテッセ[12]
- 2015年  ECバイーア[12]
- 2015年  ECマモレー
- 2015年  SEガマ
- 2015年  ボルスポル
- 2015年  カンポリナFC
- 2015年  アナポリスFC
- 2016年 - 2018年7月  北海道コンサドーレ札幌
- 2018年9月 - 同年12月  アルビレックス新潟

## 個人成績
| 国内大会個人成績 | 国内大会個人成績 | 国内大会個人成績 | 国内大会個人成績 | 国内大会個人成績 | 国内大会個人成績 | 国内大会個人成績 | 国内大会個人成績 | 国内大会個人成績 | 国内大会個人成績 | 国内大会個人成績 | 国内大会個人成績 |
| 年度             | クラブ           | 背番号           | リーグ           | リーグ戦         | リーグ戦         | リーグ杯         | リーグ杯         | オープン杯       | オープン杯       | 期間通算         | 期間通算         |
| 年度             | クラブ           | 背番号           | リーグ           | 出場             | 得点             | 出場             | 得点             | 出場             | 得点             | 出場             | 得点             |
| ブラジル         | ブラジル         | ブラジル         | ブラジル         | リーグ戦         | リーグ戦         | ブラジル杯       | ブラジル杯       | オープン杯       | オープン杯       | 期間通算         | 期間通算         |
| ---------------- | ---------------- | ---------------- | ---------------- | ---------------- | ---------------- | ---------------- | ---------------- | ---------------- | ---------------- | ---------------- | ---------------- |
| 2005             | アトレチコ-MG    |                  | セリエA          |                  |                  |                  |                  |                  |                  |                  |                  |
| 2006             | アトレチコ-MG    |                  | セリエB          |                  |                  |                  |                  |                  |                  |                  |                  |
| オランダ         | オランダ         | オランダ         | オランダ         | リーグ戦         | リーグ戦         | リーグ杯         | リーグ杯         | KNVBカップ       | KNVBカップ       | 期間通算         | 期間通算         |
| 2007-08          | PSV              | 19               | エールディヴィジ | 3                | 0                |                  |                  |                  |                  |                  |                  |
| 2008-09          | PSV              | 19               | エールディヴィジ | 0                | 0                |                  |                  |                  |                  |                  |                  |
| ブラジル         | ブラジル         | ブラジル         | ブラジル         | リーグ戦         | リーグ戦         | ブラジル杯       | ブラジル杯       | オープン杯       | オープン杯       | 期間通算         | 期間通算         |
| 2009             | トゥピ           |                  | セリエD          | 22               | 1                |                  |                  |                  |                  |                  |                  |
| オランダ         | オランダ         | オランダ         | オランダ         | リーグ戦         | リーグ戦         | リーグ杯         | リーグ杯         | KNVBカップ       | KNVBカップ       | 期間通算         | 期間通算         |
| 2009-10          | PSV              | 42               | エールディヴィジ | 12               | 3                |                  |                  |                  |                  |                  |                  |
| 2010-11          | PSV              | 30               | エールディヴィジ | 11               | 8                |                  |                  |                  |                  |                  |                  |
| 2011-12          | フィテッセ       | 13               | エールディヴィジ | 9                | 0                |                  |                  |                  |                  |                  |                  |
| 2012-13          | フィテッセ       | 13               | エールディヴィジ | 29               | 7                |                  |                  |                  |                  |                  |                  |
| 2013-14          | フィテッセ       | 9                | エールディヴィジ | 4                | 1                |                  |                  |                  |                  |                  |                  |
| ブラジル         | ブラジル         | ブラジル         | ブラジル         | リーグ戦         | リーグ戦         | ブラジル杯       | ブラジル杯       | オープン杯       | オープン杯       | 期間通算         | 期間通算         |
| 2014             | バイーア         |                  | セリエA          |                  |                  |                  |                  |                  |                  |                  |                  |
| トルコ           | トルコ           | トルコ           | トルコ           | リーグ戦         | リーグ戦         | トルコ杯         | トルコ杯         | オープン杯       | オープン杯       | 期間通算         | 期間通算         |
| 2015             | ボルスポル       |                  | TFF1.リグ        | 0                | 0                |                  |                  |                  |                  |                  |                  |
| 日本             | 日本             | 日本             | 日本             | リーグ戦         | リーグ戦         | リーグ杯         | リーグ杯         | 天皇杯           | 天皇杯           | 期間通算         | 期間通算         |
| 2016             | 札幌             | 11               | J2               | 24               | 7                | -                | -                | 0                | 0                | 24               | 7                |
| 2017             | 札幌             | 11               | J1               | 12               | 6                | 1                | 0                | 1                | 2                | 14               | 8                |
| 2018             | 札幌             | 11               | J1               | 4                | 0                | 6                | 1                | 0                | 0                | 10               | 1                |
| 2018             | 新潟             | 7                | J2               | 0                | 0                | -                | -                | -                | -                | 0                | 0                |
| 通算             | オランダ         | オランダ         | エールディヴィジ | 65               | 19               |                  |                  |                  |                  |                  |                  |
| 通算             | ブラジル         | ブラジル         | セリエA          |                  |                  |                  |                  |                  |                  |                  |                  |
| 通算             | ブラジル         | ブラジル         | セリエB          |                  |                  |                  |                  |                  |                  |                  |                  |
| 通算             | ブラジル         | ブラジル         | セリエD          | 22               | 1                |                  |                  |                  |                  |                  |                  |
| 通算             | トルコ           | トルコ           | 1.リグ           | 0                | 0                |                  |                  |                  |                  |                  |                  |
| 通算             | 日本             | 日本             | J1               | 17               | 6                | 7                | 1                | 1                | 2                | 24               | 9                |
| 通算             | 日本             | 日本             | J2               | 24               | 7                | -                | -                | 0                | 0                | 24               | 7                |
| 総通算           |                  |                  |                  |                  |                  |                  |                  |                  |                  |                  |                  |

## タイトル

### チーム
北海道コンサドーレ札幌
- J2リーグ（2016年）